# Cocaine Wars
Cocaine Wars (La muerte blanca) è un film del 1985 diretto da Héctor Olivera.
La pellicola è una coproduzione a basso costo argentino-statunitense conosciuta anche con i titoli American Scorpion, Guerra da Cocaína (da cui il più internazionale Cocaine Wars) e Top mission; il protagonista è l'attore statunitense John Schneider.

## Trama
America Latina. Cliff Adams è un agente del nucleo speciale anti-droga degli Stati Uniti che durante una missione sotto copertura, per reprimere lo spietato boss della droga Gonzalo Reyes, si trova improvvisamente coinvolto in un vortice di corruzione, di brutale violenza e di loschi intrighi politici. Nello stesso tempo, proprio da quelle parti, incontra anche la giornalista Janet Meade una sua ex fiamma che si trova lì per realizzare un servizio sul traffico della droga. Proprio quando Cliff sembra poter avere la meglio sul perfido Reyes quest'ultimo riesce a ribaltare la situazione rapendo la bella Janet. A questo punto per Cliff non resta che una sola opzione... prepararsi ad affrontare da solo il boss e il suo esercito privato per riuscire a liberare la sua amata.

## Produzione

### Cast
- John Schneider interpreta l'agente della DEA Cliff Adams. Ai tempi delle riprese del film Schneider era molto popolare per aver interpretato Bo Duke nella serie televisiva Hazzard.
- Kathryn Witt veste i panni della bella giornalista e al tempo stesso della ex fiamma di Cliff Adams. In precedenza aveva preso parte ad alcuni film come Troppo belle per vivere e Star 80.
- Royal Dano interpreta Bailey il fedele amico di Cliff. L'attore era già noto per aver preso parte a numerosi film come Johnny Guitar e Moby Dick - La balena bianca e a famose serie televisive americane come ad esempio La casa nella prateria.

### Riprese
Le riprese del film sono state realizzate in Argentina nei pressi di Buenos Aires e in Messico.

## Distribuzione
A differenza degli Stati Uniti e dell'Argentina dove il film è uscito nei cinema, in Italia la pellicola è stata distribuita direttamente per il mercato home video nel mese di ottobre del 1988.

### Data di uscita
Le date di uscita internazionali nel corso degli anni sono state:
- 1º agosto 1985 in Argentina (La muerte blanca)[2]
- 1º giugno 1986 in USA[3]

### Edizioni home video
Una videocassetta VHS della domovideo con il codice identificativo 41020 è stata la prima pubblicazione italiana del film.